# Бачіангчалеунсук

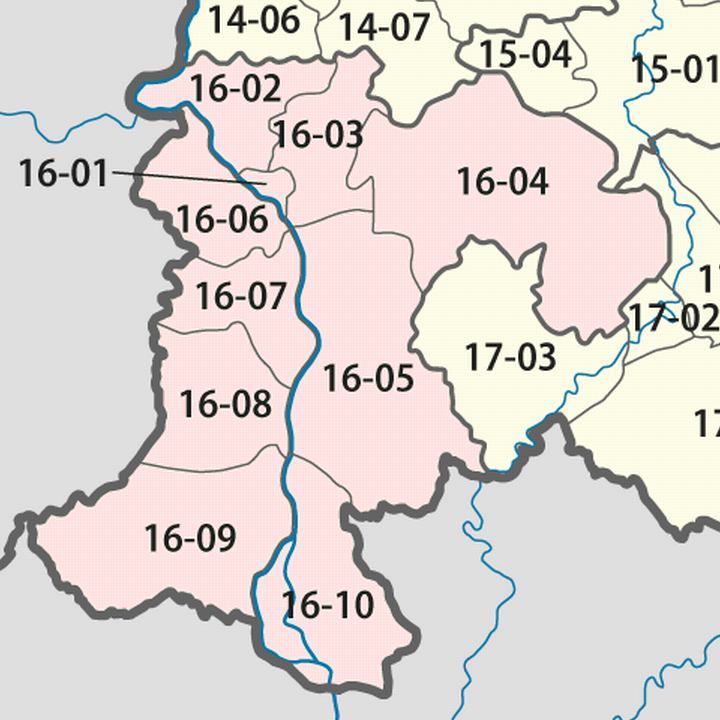
Число 16-03

Бачіангчалеунсук — один з районів (лаос. ເມືອງ муанг) провінції Тямпасак, Лаос.